# 1-510
1-510 — серия жилья экономкласса в СССР, разработана во второй половине 1950-х. Первые здания серии возведены в 1957-м, последние примерно в 1972 году. Наибольшие темпы строительства — 1960—1961 гг. (в год вводилось в эксплуатацию по 162 и 166 зданий серии соответственно). На конец 2015 только в Москве находится в эксплуатации 1010 жилых зданий серии.
Здания серии I-510 характеризуются как блочные многосекционные жилые дома, состоящие из рядовых и торцевых секций с одно- — трёхкомнатными квартирами, пятиэтажные, без лифтов и мусоропроводов, с высотой потолков от 2,48 до 2,70 м (в ранних вариантах: 1-510-4/М23Би — 2,58 м, 1-510-4/М6 — около 2,70 м) с центральным водяным отоплением, с совмещённым санузлом. Наружные стены — шлакокерамзитобетонные блоки толщиной 400 мм; внутренние — бетонные панели толщиной 270 мм; перегородки — гипсобетонные 80 мм; перекрытия — железобетонные многопустотные толщиной 220 мм. Дома строились с естественной вытяжной вентиляцией на кухне и в санузле, водоснабжением от городской сети, с подвалами для размещения инженерных коммуникаций. Малый горизонтальный шаг у таких домов 2 м 60 см, большой — 3 м 20 см, такой же, как и у их ближайших собратьев — кирпичной серии 1-511 и панельной 1-515. Основное отличие от данных серий — у 510-й есть балконы в торце.
В Москве есть также несколько домов для малосемейных на базе этой серии: на Коровинском шоссе, Севастопольском проспекте, Щёлковском шоссе и рядом со станцией метро Перово.
В ранних версиях крыша была четырёхскатной и окна подъездов были другие.

### Типовые проекты
Дома серии 1-510 строились по следующим типовым проектам:
I поколение:
- 1-510-3(М, Ю)1, -6: пятиэтажный трёхсекционный жилой дом меридионального или широтного исполнения на 60 квартир (в исходном проекте) с высотой потолков около 270 см;
- 1-510-4(М, Ю)1, -6: пятиэтажный четырёхсекционный жилой дом меридионального или широтного исполнения на 80 квартир (в исходном проекте) с высотой потолков около 270 см;
- 1-510-5(М, Ю)1, -6: пятиэтажный пятисекционный жилой дом меридионального или широтного исполнения на 100 квартир (в исходном проекте) с высотой потолков около 270 см.

II поколение:
- 1-510-3/(М, Ю)23Би: пятиэтажный трёхсекционный жилой дом меридионального или широтного исполнения на 60 квартир (в исходном проекте);
- 1-510-4/(М, Ю)23Би: пятиэтажный четырёхсекционный жилой дом меридионального или широтного исполнения на 80 квартир (в исходном проекте);
- 1-510-5/(М, Ю)23Би: пятиэтажный пятисекционный жилой дом меридионального или широтного исполнения на 100 квартир (в исходном проекте).

III поколение:
- 1-510-3/М37 (/38): пятиэтажный трёхсекционный жилой дом улучшенной планировки меридионального исполнения на 60 квартир в исходном проекте;
- 1-510-3/Ю37 (/38): пятиэтажный трёхсекционный жилой дом улучшенной планировки широтного исполнения на 60 квартир в исходном проекте;
- 1-510-4/М37 (/38): пятиэтажный четырёхсекционный жилой дом улучшенной планировки меридионального исполнения на 80 квартир в исходном проекте;
- 1-510-4/Ю37 (/38): пятиэтажный четырёхсекционный жилой дом улучшенной планировки широтного исполнения на 80 квартир в исходном проекте;
- 1-510-5/М37 (/38): пятиэтажный пятисекционный жилой дом улучшенной планировки меридионального исполнения на 100 квартир в исходном проекте;
- 1-510-5/Ю37 (/38): пятиэтажный пятисекционный жилой дом улучшенной планировки широтного исполнения на 100 квартир в исходном проекте.

Также существуют проекты серии 1-510 с коммунальными квартирами в торцах на последнем этаже. У таких домов в торце между балконами на пятом этаже находится ещё одно дополнительное окно, а крайнее окно на главном фасаде, наоборот, отсутствует.
Также существует несколько домов с высоким нежилым пятым этажом, вероятно, для художников.
Внешние и конструктивные отличия в проектах второго и третьего поколений такие же, как и у домов серии 1-515/5.

## Фотоматериалы
- Ранний дом серии на Дмитрия Ульянова, 8к2
- Ранний дом серии на Олеко Дундича, 29, проект 1-510-3М1 (-6)
- Дом середины 60х по адресу Гвардейская улица, 9к1
- Торец
- Гвардейская 7к1, типовой проект 1-510-4/Ю37 (-/38)
- Дома серии в Зюзино
- Дома серии в Измайлово
- Выселенный дом на улице Константина Федина